# Pierre Grunstein
Pour les articles homonymes, voir Grunstein.
Pierre Grunstein est un producteur de cinéma, producteur exécutif, acteur, producteur délégué, directeur de production et réalisateur français né le 10 mars 1935 à Paris.

## Filmographie sélective

### Producteur
- 1970 : Le Cinéma de papa de Claude Berri
- 1972 : L'Œuf de Jean Herman (directeur de production)
- 1972 : L'Odeur des fauves  de Richard Balducci (directeur de production)
- 1972 : Les Charlots font l'Espagne de Jean Girault (directeur de production)
- 1975 : Le Mâle du siècle de Claude Berri
- 1975 : La Course à l'échalote de Claude Zidi
- 1975 : Un sac de billes de Jacques Doillon
- 1976 : L'Aile ou la Cuisse de Claude Zidi
- 1977 : Le Point de Mire de Jean-Claude Tramont
- 1976 : Le Jouet de Francis Veber (directeur de production)
- 1981 : Le Maître d'école de Claude Berri
- 1983 : La Femme de mon pote de Bertrand Blier
- 1983 : Tchao Pantin de Claude Berri
- 1988 : L'Ours de Jean-Jacques Annaud
- 2003 : Les Sentiments de Noémie Lvovsky (producteur délégué)
- 2004 : San-Antonio de Frédéric Auburtin
- 2004 : Alexandre (Alexander)  d'Oliver Stone
- 2005 : Le Démon de midi de Marie-Pascale Osterrieth
- 2005 : L'un reste, l'autre part de Claude Berri
- 2007 : Le Scaphandre et le papillon de Julian Schnabel
- 2007 : La Graine et le Mulet de Abdellatif Kechiche

### Assistant réalisateur
- 1961 : La Quille de Jean Herman
- 1962 : Ballade pour un voyou de Jean-Claude Bonnardot
- 1963 : Le Joli Mai, de Pierre Lhomme et Chris Marker
- 1963 : Muriel ou le temps d'un retour d'Alain Resnais
- 1963 : Strip-teaseuses ou ces femmes que l'on croit faciles de Jean-Claude Roy
- 1964 : Le Ciel sur la tête, d'Yves Ciampi
- 1965 : L'Homme au crâne rasé (Man die zijn haar kort liet knippen) d'André Delvaux
- 1967 : Capitaine Singrid de Jean Leduc
- 1967 : Le Dimanche de la vie de Jean Herman
- 1967 : Le Vieil homme et l'enfant de Claude Berri
- 1969 : Mazel Tov ou le Mariage de Claude Berri

### Réalisateur
- 1974 : Tendre Dracula

### Acteur
- 1989 : Chimère de Claire Devers : le père d'Alice